# Rosario (Sonora)
Rosario è una municipalità dello stato di Sonora nel Messico settentrionale, il cui capoluogo è la località omonima.
Conta 5.025 abitanti (2010) e ha una estensione di 3.593,51 km².
Il nome della località è dedicato alla Madonna del Rosario.